# Jerry Springer
Jerry Springer, Gerald Norman Springer (London, 1944. február 13. – Chicago, 2023. április 27.) brit születésű amerikai televíziós műsorvezető. Leginkább a The Jerry Springer Show című talkshowról ismert, amely 1991-ben került először adásba. Korábban Cincinnati demokrata párti polgármestere volt, illetve híradósként és zenészként is dolgozott.

## Pályafutása
Szülei németországi zsidó menekültek voltak. A család 1949-ben költözött az Egyesült Államokba. 1965-ben politológiai végzettséget szerzett, majd 1968-ban jogot végzett. Robert F. Kennedy kampányát segítette, majd egy ügyvédi irodánál helyezkedett el. 1971-ben Cincinnati városi tanácsának tagjává választották, majd le kellett mondania, de 1975-ben újraválasztották. 1977-ben a városi tanács egy évre a város polgármesterévé emelte.

## Fordítás
- Ez a szócikk részben vagy egészben a Jerry Springer című angol Wikipédia-szócikk ezen változatának fordításán alapul.  Az eredeti cikk szerkesztőit annak laptörténete sorolja fel. Ez a jelzés csupán a megfogalmazás eredetét és a szerzői jogokat jelzi, nem szolgál a cikkben szereplő információk forrásmegjelöléseként.